# Ludekia
Ludekia es un género con dos especies de plantas con flores perteneciente a la familia Rubiaceae.

## Taxonomía
Ludekia fue descrita por Colin Ernest Ridsdale y publicado en Blumea 24: 334. 1979.

## Especies
- Ludekia bernardoi
- Ludekia borneensis